# Raadhuis van Arcen en Velden
Het Raadhuis van Arcen en Velden is een monumentaal pand in Arcen in de Nederlandse gemeente Venlo.

## Geschiedenis

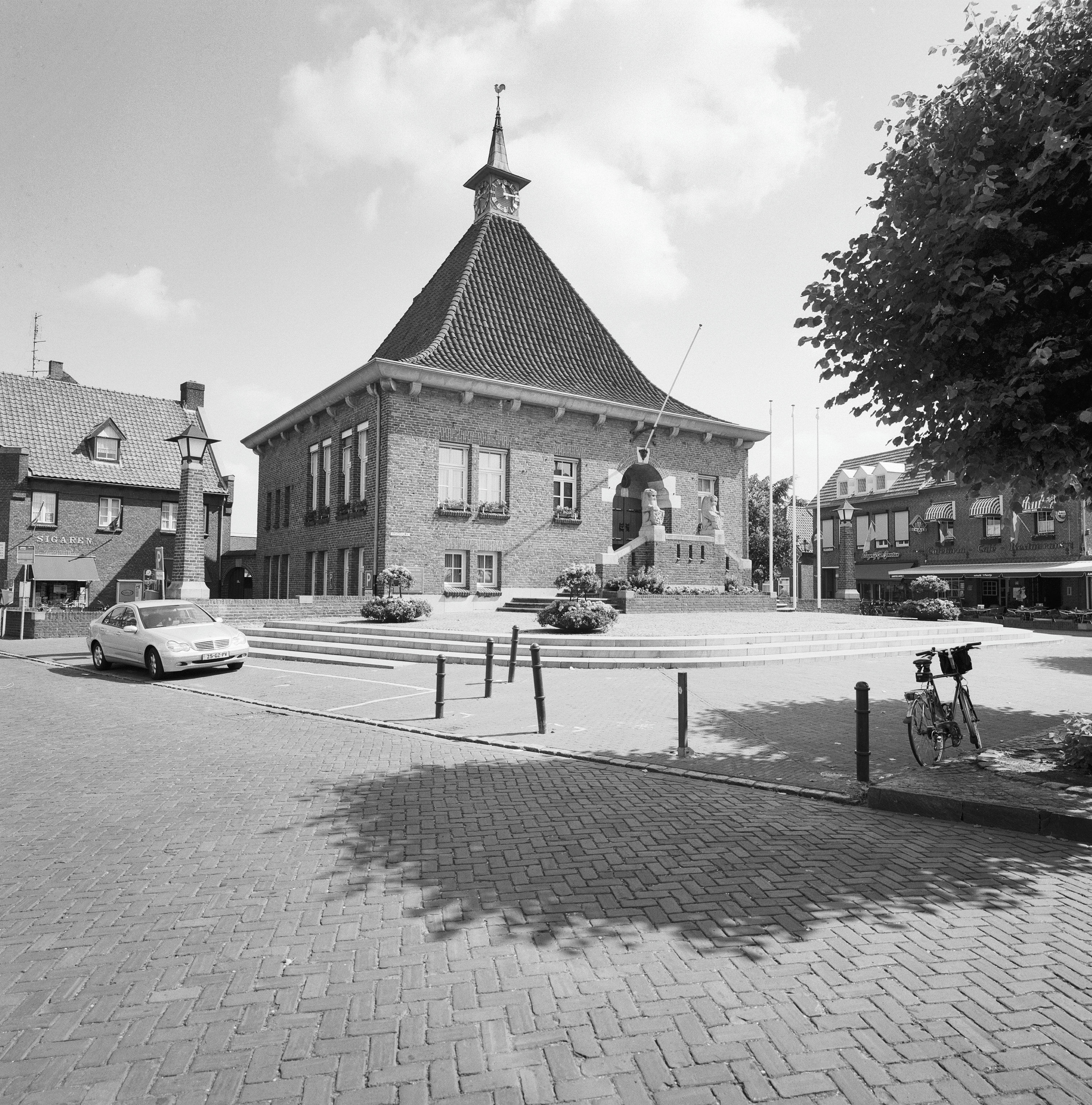
Het voormalige raadhuis, gezien vanuit het zuidwesten

Sinds 1867-1868 stond aan de Kerkstraat het gemeentehuis van Arcen en Velden naast de Petrus en Pauluskerk dat eveneens als kapelanie werd gebruikt.
Tijdens de Tweede Wereldoorlog kwam Arcen onder vuur te liggen en raakten de kerk en het raadhuis zwaar beschadigd. Na de oorlog werd het raadhuis gesloopt. Allereerst kreeg de Venlose architect P. Leusen de opdracht om een nieuw raadhuis te ontwerpen, maar die plannen werden afgewezen door de provincie omdat ze esthetisch onvoldoende waren. In 1949 vroeg het gemeentebestuur esthetisch advies aan architect Alexander Kropholler, die in de jaren 1930 en 1940 een tiental raadhuizen had ontworpen. In 1949 kwam hij samen met zijn compagnon R.J. Veendorp met een ontwerp en architect P. Leusen werd belast met uitvoeringszaken. Toen het nieuwe raadhuis in 1950 klaar kwam werd de Markt hernoemd tot Raadhuisplein.
In 1976 werd de winkelwoning ten noordoosten bij het raadhuis getrokken en in 1989 afgebroken om er een groter pand in de plaats te bouwen. 
Per 1 januari 2010 werd de gemeente bij Venlo gevoegd en kwam het raadhuis leeg te staan. Het werd sindsdien nog wel gebruikt als trouwlocatie, maar dat vond de gemeente in 2012 niet langer rendabel om het open voor te houden. In 2013 besloot de gemeente om het pand te verkopen.
Sinds 2014 is het pand een gemeentelijk monument.

## Bouwwerk
Het raadhuis is opgetrokken in een Berlagiaanse stijl met een traditionalistische inslag en lijkt sterk op het Gemeentehuis van Heesch. Het pand staat op een vierkant grondplan en wordt gedekt door een tentdak met hol gebogen dakvoet met op de top een vierkante opbouw met aan de verschillende zijden klok onder een naaldspits met windhaan. Aan weerszijden van het pand werd een klein plein gerealiseerd met daarachter een winkelwoning, conform een stedenbouwkundig motief dat Kropholler vaker had toegepast. De buitenmuren zijn uitgevoerd in kloostermoppen in lopend klezoorverband met geborstelde ruwe voegen. Aan de voorzijde bevindt zich de verhoogd liggende entree die met een asymmetrische bordestrap bereikbaar is.